# نادي دجلة الجامعة
نادي دجلة الجامعة الرياضي هو نادي رياضي عراقي، يقع مقره في بغداد، تأسس النادي عام 2021، يلعب في الدوري العراقي لكرة السلة.

## روابط خارجية
- نادي دجلة الجامعة على موقع كووورة.